# Leucon turgidulus
Leucon turgidulus är en kräftdjursart som beskrevs av Bishop 1981. Leucon turgidulus ingår i släktet Leucon och familjen Leuconidae. Inga underarter finns listade i Catalogue of Life.